# FUNGO
FUNGO（ファンゴ）は東京都港区に本拠地を置く、映像制作、音楽制作、タレント、歌手、音楽家のマネージメントをする芸能事務所。

## 概要
- 2000年、陣内孝則や山口智子をはじめ、プロデューサーやマネージャーとして多くのキャリアを持つ高岸宣孝が設立。
- 2004年、和田聡宏がフジテレビ系連続ドラマ『東京湾景』で主演を務める。仲間由紀恵の恋人役に選ばれ、注目される。
- 2012年以降、成田雅嗣が代表を務め、「新宿スワン」（2015）、「オーバー・フェンス」（2016）、「獣道」（2017）、「ブレイブ -群青戦記-」（2021）等に出演。
- 平井早紀が主演映画「ある職場」で、2020年の東京国際映画祭でレッドカーペットに参加し、2022年には劇場公開される。
- 所属タレントの意思や意向を尊重し、個性と能力を長期的に生かせるよう、親身な対応で人材を育てていくのが特徴。

## 所属タレント・アーティスト
- 成田雅嗣

## 過去に所属していたタレント・アーティスト
- 石原慎一
- 平井早紀
- 中村愛美
- 和田聡宏（現在はディグカンパニーに所属。移籍時に和田聰宏に改名）
- 玉城ちはる
- 古屋暢一（現在はPower Mに所属）
- 田中有紀美（元Melody）